# Georg Huemer
Georg Huemer (* 29. Juli 1976 in Linz) ist ein österreichischer Plastischer Chirurg und leitender Arzt für den Bereich Plastische, Rekonstruktive und Ästhetische Chirurgie am Med Campus III in Linz. Er betreibt Schönheitschirurgie-Kliniken in Linz und Wels. An der Medizinischen Universität Innsbruck habilitierte er 2009 als damals jüngster plastischer Chirurg Österreichs zum Privatdozenten. Huemer trug unter anderem mit über 100 Publikationen und klinischer Forschung u. a. zur Weiterentwicklung der Disziplinen Unfallchirurgie, Handchirurgie und Plastische Chirurgie bei.
Er führte erfolgreich schwierige Operationen bei Unfallopfern durch, die mediales Aufsehen erregten: Einem Mann wurde eine Zehe als Daumen-Ersatz eingesetzt, einem Hundebiss-Opfer wurde ein Ohr aus Eigengewebe rekonstruiert und nach einem Arbeitsunfall wurde der Großteil der Kopfhaut in einer Retrotransplantation wieder hergestellt.
Er wirkte mit in der ATV-Serie Notaufnahme, die Ärzte in ihrem Alltag begleitete und war Jurymitglied bei der Miss Austria Wahl 2016 und 2017.

## Beruflicher Werdegang
Von 1994 bis 2000 absolvierte Georg Huemer sein Medizinstudium und 1996 bis 2000 ein Biologiestudium an der Leopold-Franzens Universität Innsbruck. Seit 2008 ist er Leiter der Abteilung für Plastische Chirurgie im Allgemeinen Krankenhaus Linz. 2009 habilitierte er im Fach „Plastische, Ästhetische und Rekonstruktive Chirurgie“ an der Medizinischen Universität Innsbruck. Er ist Wissenschaftlicher Leiter des Mikrochirurgischen Ausbildungs- und Trainingszentrum (MAZ) in Linz.

## Wissenschaftliche Publikationen (Auszug)
- Britta Kuehlmann, Florian D. Vogl, Tomas Kempny, Gabriel Djedovic, Georg M. Huemer: Occult Pathologic Findings in Reduction Mammaplasty in 5781 Patients-An International Multicenter Study. In: Journal of Clinical Medicine. Band 9, Nr. 7, 13. Juli 2020, ISSN 2077-0383, doi:10.3390/jcm9072223, PMID 32668782.
- Matthias Michael Aitzetmüller, David Johannes Haslhofer, Raphael Wenny, Manfred Schmidt, Dominik Duscher: Mechanical irritation by protruding bone: A possible cause of breast implant rupture. In: Archives of Plastic Surgery. Band 45, Nr. 5, September 2018, ISSN 2234-6163, S. 470–473, doi:10.5999/aps.2017.01298, PMID 30282419, PMC 6177625 (freier Volltext).
- Raphael Wenny, Michael S. Pollhammer, Dominik Duscher, Matthias M. Aitzetmueller, David J. Haslhofer: Giant extraskeletal chondroma of the hand: A rare case. In: Archives of Plastic Surgery. Band 45, Nr. 4, Juli 2018, ISSN 2234-6163, S. 388–389, doi:10.5999/aps.2017.01053, PMID 30037203, PMC 6062709 (freier Volltext).
- Elizabeth A. Brett, Matthias M. Aitzetmüller, Matthias A. Sauter, Georg M. Huemer, Hans-Günther Machens: Breast cancer recurrence after reconstruction: know thine enemy. In: Oncotarget. Band 9, Nr. 45, 12. Juni 2018, ISSN 1949-2553, S. 27895–27906, doi:10.18632/oncotarget.25602, PMID 29963246, PMC 6021250 (freier Volltext).
- Dominik Duscher, Raphael Wenny, Francesco Somma, Georg M. Huemer: A Novel Method for Intraoperative Breast Implant Pocket Assessment: Air Augmentation. In: Archives of Plastic Surgery. Band 44, Nr. 4, Juli 2017, ISSN 2234-6163, S. 354–355, doi:10.5999/aps.2017.44.4.354, PMID 28728338, PMC 5533052 (freier Volltext).
- Dominik Duscher, David Kiesl, Matthias Aitzetmüller, Manfred Schmidt, Georg M. Huemer: Correction of Polymastia Vera Class I with Skin-sparing Mastectomy and Immediate Rib-sparing DIEP-Flap Reconstruction. In: Plastic and Reconstructive Surgery. Global Open. Band 5, Nr. 1, Januar 2017, ISSN 2169-7574, S. e1192, doi:10.1097/GOX.0000000000001192, PMID 28203495, PMC 5293293 (freier Volltext).
- Dominik Duscher, Anna Luan, Robert C. Rennert, David Atashroo, Zeshaan N. Maan: Suction assisted liposuction does not impair the regenerative potential of adipose derived stem cells. In: Journal of Translational Medicine. Band 14, Nr. 1, 5. Juni 2016, ISSN 1479-5876, S. 126, doi:10.1186/s12967-016-0881-1, PMID 27153799, PMC 4859988 (freier Volltext).
- Michael S. Pollhammer, Dominik Duscher, Manfred Schmidt, Georg M. Huemer: Recent advances in microvascular autologous breast reconstruction after ablative tumor surgery. In: World Journal of Clinical Oncology. Band 7, Nr. 1, 10. Februar 2016, ISSN 2218-4333, S. 114–121, doi:10.5306/wjco.v7.i1.114, PMID 26862495, PMC 4734933 (freier Volltext).
- D. Duscher, D. Atashroo, Z. N. Maan, G. M. Huemer u. a.: Ultrasound-Assisted Liposuction Does Not Compromise the Regenerative Potential of Adipose-Derived Stem Cells. In: Stem Cells Transl Med. Band 5, Nr. 2, 2016, S. 248–257. doi:10.5966/sctm.2015-0064[12]
- Michael S. Hu, Tripp Leavitt, Samir Malhotra, Dominik Duscher, Michael S. Pollhammer: Stem Cell-Based Therapeutics to Improve Wound Healing. In: Plastic Surgery International. Band 2015, 2015, ISSN 2090-1461, S. 383581, doi:10.1155/2015/383581, PMID 26649195, PMC 4663003 (freier Volltext).
- Michael S. Pollhammer, Dominik Duscher, Zeshaan N. Maan, Manfred Schmidt, Georg M. Huemer: Gigantic LCFA-SCIP Mosaic Flap for Upper Extremity Reconstruction. In: Plastic and Reconstructive Surgery. Global Open. Band 3, Nr. 9, September 2015, ISSN 2169-7574, S. e506, doi:10.1097/GOX.0000000000000463, PMID 26495219, PMC 4596431 (freier Volltext).
- Georg M. Huemer, Karin M. Dunst, Manfred Schmidt: Gluteal reshaping in the massive weight loss patient. In: Archives of Plastic Surgery. Band 41, Nr. 5, September 2014, ISSN 2234-6163, S. 594–596, doi:10.5999/aps.2014.41.5.594, PMID 25276655, PMC 4179367 (freier Volltext).
- Harald Schoeffl, Davide Lazzeri, Richard Schnelzer, Stefan M. Froschauer, Georg M. Huemer: Optical magnification should be mandatory for microsurgery: scientific basis and clinical data contributing to quality assurance. In: Archives of Plastic Surgery. Band 40, Nr. 2, März 2013, ISSN 2234-6163, S. 104–108, doi:10.5999/aps.2013.40.2.104, PMID 23532716, PMC 3605553 (freier Volltext).
- Davide Lazzeri, Georg M. Huemer, Fabio Nicoli, Lorenz Larcher, Talal Dashti: Indications, outcomes, and complications of pedicled propeller perforator flaps for upper body defects: a systematic review. In: Archives of Plastic Surgery. Band 40, Nr. 1, Januar 2013, ISSN 2234-6163, S. 44–50, doi:10.5999/aps.2013.40.1.44, PMID 23362479, PMC 3556533 (freier Volltext).
- Philipp Huettinger, Karin M. Dunst-Huemer, Georg M. Huemer: The VAC-Basket for Easy Fixation of Scrotal Skin Grafts. In: Archives of Plastic Surgery. Band 39, Nr. 6, November 2012, ISSN 2234-6163, S. 667–668, doi:10.5999/aps.2012.39.6.667, PMID 23233896, PMC 3518014 (freier Volltext).
- Georg M. Huemer, Manfred Schmidt, Gudrun H. Helml, Maziar Shafighi, Karin M. Dunst-Huemer: Effective wound closure with a new two-component wound closure device (Prineo™) in excisional body-contouring surgery: experience in over 200 procedures. In: Aesthetic Plastic Surgery. Band 36, Nr. 2, April 2012, ISSN 1432-5241, S. 382–386, doi:10.1007/s00266-011-9819-4, PMID 21964746.
- Karin M. Dunst, Georg M. Huemer, Wolfgang Wayand, Andreas Shamiyeh: Diffuse phlegmonous phlebitis after endovenous laser treatment of the greater saphenous vein. In: Journal of Vascular Surgery. Band 43, Nr. 5, Mai 2006, ISSN 0741-5214, S. 1056–1058, doi:10.1016/j.jvs.2006.01.030, PMID 16678705.
- Georg M. Huemer, Karin M. Dunst: Images in clinical medicine. Finger avulsion with pulled-out flexor tendon. In: The New England Journal of Medicine. Band 352, Nr. 6, 10. Februar 2005, ISSN 1533-4406, S. e5, doi:10.1056/NEJMicm030406, PMID 15703415.
- Raffi Gurunluoglu, Maziar Shafighi, Georg M. Huemer, Aslin Gurunluoglu, Hildegunde Piza-Katzer: Carl Nicoladoni (1847–1902): professor of surgery. In: Annals of Surgery. Band 239, Nr. 2, Februar 2004, ISSN 0003-4932, S. 281–292, doi:10.1097/01.sla.0000109166.65114.41, PMID 14745338, PMC 1356223 (freier Volltext).

## Buchbeiträge
- T. Schoeller, G. M. Huemer: Breast reconstruction: transverse upper or myocutaneous gracilis flaps. In: J. B. Boyd, N. F. Jones (Hrsg.): Operative Microsurgery. McGraw Hill, New York 2015, ISBN 978-0-07-174558-1.
- D. Duscher, M. Pollhammer, G. M. Huemer: Correction of Gluteal Contour Deformities After Overaggressive Liposuction Utilizing the Deepithelialized Fasciocutaneous Infragluteal (FCI) Flap. In: M. A. Schiffmann, A. Di Giuseppe (Hrsg.): Liposuction – Principles and Practice. Springer, Berlin / Heidelberg 2016, ISBN 978-3-662-48903-1.
- T. Schoeller, G. M. Huemer: Medial Thigh Lift Free Flap for Breast Augmentation After Bariatric Surgery. In: M. A. Shiffman, A. Di Giuseppe (Hrsg.): Body Contouring: Art, Science, and Clinical Practice. Springer, Wien / New York 2010, ISBN 978-3-642-02639-3.
- G. M. Huemer: Partial Mastectomy / BCS and reconstruction with thoracoepigastric flap. In: F. Fitzal, P. Schrenk (Hrsg.): Oncoplastic Breast Surgery – A Guide to Clinical Practice. Springer, Wien / New York 2009, ISBN 978-3-211-99317-0.
- T. Schoeller, G. M. Huemer, G. Wechselberger: The anteromedial thigh flap. In: P. N. Blondeel, G. G. Hallock, S. Morris, P. C. Neligan (Hrsg.): Perforator Flaps: Anatomy, Technique & Clinical Application. Quality Medical Publishing, St. Louis 2006, ISBN 1-57626-178-6.